# Petropavlovsk-Kamchatsky Air Enterprise
Petropavlovsk-Kamchatsky Air Enterprise (en ruso: Петропавловск-Камчатское авиапредприятие) es una aerolínea regional rusa que sirve a la región de Kamchatka. La compañía también es propietaria del aeropuerto de Petropavlovsk-Kamchatsky. La aerolínea es el resultado de la unión de tres aerolíneas regionales: Koryak Airlines, Kamchatsky Air Enterprise y Petropavlovsk Air Service.

## Flota
- 2 Antonov An-26[4]

- 2 Antonov An-28

- 5 Let 410

- 4 Mil Mi-8

- 5 Yakovlev Yak-40

## Rutas

### Rusia
- Nikolskoye-Aeropuerto de Nikólskoye

- Ozernovsky-Aeropuerto de Ozernovsky

- Osora-Aeropuerto de Osora

- Palana-Aeropuerto de Palana

- Petropavlovsk-Aeropuerto Internacional de Elizovo

- Sobolevo-Aeropuerto de Sobolevo

- Tigil-Aeropuerto de Tigil

- Tilichiki-Aeropuerto de Tilichiki

- Ust Kamchatka-Aeropuerto de Ust Kamchatka

- Ust Jairyuzovo-Aeropuerto de Ust Jairyuzovo

## Accidentes
- El 23 de septiembre de 2001, un Yakovlev Yak-40 de la compañía sufrió daños en su tren de aterrizaje delantero cuando aterrizaba en el aeropuerto de Tigil. Debido a que la pista estaba cubierta de nieve, cuando el avión tocó tierra el tren de aterrizaje principal se desprendió, quedando el avión únicamente sobre sus dos trenes traseros. No hubo heridos entre las 21 personas que viajaban a bordo.[5]

- El 16 de abril de 2011, un Yakovlev Yak-40 de la compañía se salió de la pista cuando despegaba del aeropuerto de Ust-Kamchatka. El avión había despegado anteriormente hacia Osora, pero debido a nevadas intensas el avión tuvo que volver a Petropavlovsk. Cuando mejoraron las condiciones climáticas en Osora, el avión trato de despegar nuevamente de Petropavlovsk. Sin embargo el avión fue incapaz de elevarse, saliéndose de la pista y haciendo que el tren de aterrizaje derecho cediera, quedando el avión postrado en la nieve. No hubo heridos entre las 26 personas que iban a bordo.[6][7]

- El 12 de septiembre de 2012, un Antonov An-28 perteneciente a la compañía se estrelló cuando realizaba su aproximación al aeropuerto de Palana, en Kamchatka. A bordo del avión se encontraban 12 pasajeros y 2 tripulantes. 10 personas perecieron, entre ellas los dos pilotos y un niño.